# Djuanda Kartawidjaja

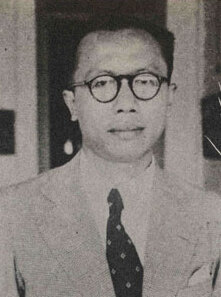
Djuanda Kartawidjaja

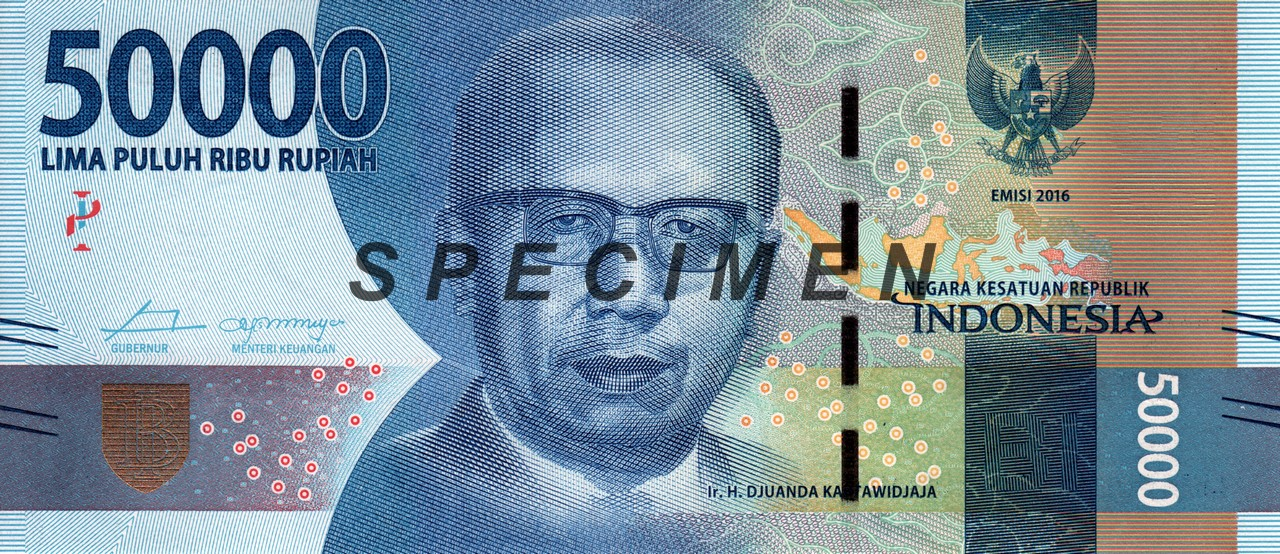
Djuanda Kartawidjaja auf einem 50.000 Rupiah-Schein der 2016 herausgegebenen Banknoten-Serie

Djuanda Kartawidjaja (* 14. Januar 1911 in Tasikmalaya, Niederländisch-Indien, heute: Jawa Barat; † 7. November 1963 in Jakarta) war ein indonesischer Politiker, der unter anderem zwischen 1957 und 1959 Premierminister und anschließend von 1959 bis 1963 Erster Minister Indonesiens war.

## Leben
Nach der Unabhängigkeit Indonesiens wurde Djuanda Kartawidjaja am 2. Oktober 1946 Kommunikationsminister (Menteri Perhubungan) und übte dieses Amt in den Kabinetten der Premierminister Sutan Syahrir, Amir Sjarifoeddin sowie Mohammad Hatta bis zum 4. August 1949 aus. Zugleich war er zwischen dem 29. Januar 1948 und dem 4. August 1949 Minister für öffentliche Arbeiten (Menteri Pekerjaan Umum). Nachdem er zwischen 1949 und 1950 Wirtschaftsminister war, übernahm er vom 6. September 1950 bis zum 30. Juli 1953 abermals das Amt des Kommunikationsministers und war später zwischen 1956 und 1957 Planungsminister.
Am 9. April 1957 löste Kartawidjaja Ali Sastroamidjojo als Premierminister (Perdana Menteri) ab und übernahm in seinem Kabinett zwischen dem 9. April 1957 und dem 9. Juli 1959 zusätzlich das Amt des Verteidigungsministers (Menteri Pertahanan). Zuletzt war er vom 10. Juli 1959 bis zu seinem Tod am 7. November 1963 Erster Minister und bekleidete in seiner Regierung zwischen dem 10. Juli 1959 und dem 6. März 1962 auch das Amt des Finanzministers (Menteri Keuangan). Zu dieser Zeit kam es Diskussionen um die Jakarta-Charta nach Aufhebung der Verfassung von 1945. Im Laufe der Diskussionen führte er aus, dass die Jakarta-Charta, obwohl nicht Teil der Verfassung von 1945, dennoch ein historisches Dokument sei, welches beträchtliche Bedeutung für den Freiheitskampf des indonesischen Volkes und für den Entwurf der Präambel der Verfassung gehabt habe. Achmad Sjaichu von der Nahdhlatul Ulama wollte wissen, ob die Anerkennung der Jakarta-Charta Gesetzeskraft erlangen sollte, so dass der Ausdruck „Glaube an Gott“ (ketuhanan) in der Präambel von 1945 um die berühmten sieben Worte ergänzt werden würde. Und er fragte, ob es möglich sein würde, auf dieser Basis eine Gesetzgebung zu schaffen, die sich in Übereinstimmung mit dem islamischen Recht befindet? Er erhielt von Djuanda zur Antwort, dass die Anerkennung der Existenz der Jakarta-Charta als ein historisches Dokument für die Regierung auch die Anerkennung ihres Einflusses auf die Verfassung von 1945 sei. Dieser Einfluss erstrecke sich nicht nur auf die Präambel, sondern auch auf Artikel 29 zur Religion und Religionsfreiheit, der die Basis für die weitere Gesetzgebung auf dem religiösen Feld sein müsse.

## Vermächtnis
Djuanda Kartawidjaja gehört zu den Nationalhelden Indonesiens. In der 2016 herausgegebenen Banknoten-Serie wurde sein Bild auf der Vorderseite des 50.000 Rupiah-Schein abgebildet. Der internationale Flughafen Juanda in Sidoarjo ist nach ihm benannt. 